# 温姓
溫姓為中文姓氏之一，在《百家姓》中排名第321位。溫氏的遠祖出自姬姓，是周武王之子唐叔虞的後裔。

## 寫法
香港傳統寫法是「温」，右上角使用「日」，與中國大陸標準寫法相同，並與簡化字無關；而臺灣標準寫法是「溫」，右上角用「囚」。不過，由於早期繁體中文的電腦字庫是由臺灣人製作，所以早期通用的大五碼只有「溫」字而無「温」字，導致不少香港人打字慣用「溫」字代替「温」字，而手寫仍寫作「温」。
臺灣方面，因異體字緣故而存在「溫」、「温」兩姓，其中以「温」姓居多，但常被寫作「溫」姓。

## 堂號
「三公堂」：唐朝時，溫大雅（溫彥宏）為禮部尚書，封黎國公。其二弟溫大臨（溫彥博）為中書令，封虞國公。三弟溫大有（溫彥將）為中書侍郎，封清河郡公。時稱「一門三公」。

## 延伸阅读
[在维基数据编辑]
 《百家姓》
 《欽定古今圖書集成·明倫彙編·氏族典·溫姓部》，出自陈梦雷《古今圖書集成》